# 海南荛花
海南荛花（学名：Laplacea hainanensis）是山茶科南美大头茶属的植物，是中国的特有植物。分布于中国大陆的海南等地，常生于疏林中或干燥山坡向阳处，目前尚未由人工引种栽培。
其种加词“hainanensis”意为“海南的”。